# پودکوواک ناتوره رسروه
پودکوواک ناتوره رسروه (به چکی: Podkovák Nature Reserve) یک منطقهٔ مسکونی در جمهوری چک است که در منطقه پلزن واقع شده‌است.